# Боженов Петро Іванович
Петро́ Іва́нович Боже́нов (*12 липня 1904, Карачев — †1999) — російський радянський вчений в галузі будівельних матеріалів, дійсний член Академії будівництва і архітектури СРСР (з 1956). 
Член КПРС з 1948.
Народився в м. Карачеві Орловської губернії, тепер Брянської області, в сім'ї машиніста-залізничника. 
Закінчив Ленінградський політехнічний інститут (1929). Професор інженерно-будівельного інституту в Ленінграді, доктор технічних наук (з 1953), керівник Ленінградського філіалу Академії будівництва і архітектури СРСР (з 1957). 
Основні роботи Боженова — з питань виробництва та застосування будівельних матеріалів, головним чином в'яжучих.